# Нилтон Мендеш
Нилтон Перейра Мендеш (на португалски: Nilton Pereira Mendes) е бразилски футболист, нападател.

## Кариера
Като юноша играе в Атлетико Минейро. През 1998 г. преминава в руския Жемчужина Сочи, но вкарва само 2 гола в 25 мача от Висшата дивизия.
По-голямата част от кариерата си е играл в Казахстан, където е трансфериран през 1999 г. Там играе за Иртиш Павлодар, Женис Астана и Шахтьор Караганда. През 2000 г. става голмайстор на първенството с 21 гола.
На 18 септември 2006 г. по време на вечерната тренировка на Шахтьор Караганда, Мендеш се оплаква от болки в сърцето. Лекарите отчитат високо кръвно налягане и викат линейка, но на път за болницата той умира.